# Lueng Mesjid
Lueng Mesjid is een bestuurslaag in het regentschap Pidie van de provincie Atjeh, Indonesië. Lueng Mesjid telt 592 inwoners (volkstelling 2010).